# Evgenius viridescens
Evgenius viridescens är en skalbaggsart som beskrevs av Aurivillius 1913. Evgenius viridescens ingår i släktet Evgenius och familjen långhorningar. Inga underarter finns listade i Catalogue of Life.